# Američka književnost
Američka književnost, naziv za sva literarna djela nastala na engleskom jeziku na području Sjedinjenih Američkih Država, ili kolonija koje su im prethodile.

## Književnici
- Edward Albee
- Sherwood Anderson
- Maya Angelou
- W.H. Auden
- Paul Auster
- James Baldwin
- Amiri Baraka
- John Barth
- Donald Barthelme
- Saul Bellow
- Gwendolyn Brooks
- W.C. Bryant
- Truman Capote
- Raymond Carver
- Willa Cather
- Raymond Chandler
- John Cheever
- Stephen Crane
- E.E. Cummings
- Don DeLillo
- Emily Dickinson
- John Dos Passos
- Theodore Dreiser
- T.S. Eliot
- Ralph Ellison
- Ralph Waldo Emerson
- Louise Erdrich
- William Faulkner
- F.S. Fitzgerald
- Benjamin Franklin
- Robert Frost
- Margaret Fuller
- Allen Ginsberg
- Lorraine Hansberry
- Nathaniel Hawthorne
- Joseph Heller
- Ernest Hemingway
- O. Henry
- Langston Hughes
- John Irving
- Washington Irving
- Henry James
- J.W. Johnson
- Erica Jong
- Jack Kerouac
- Harper Lee
- Jack London
- H.W. Longfellow
- Claude McKay
- Herman Melville
- Edna Millay
- Arthur Miller
- Henry Miller
- Toni Morrison
- Vladimir Nabokov
- Flannery O'Connor
- Eugene O'Neill
- Sylvia Plath
- Thomas Pynchon
- Edgar Allan Poe
- Ezra Pound
- Philip Roth
- J.D. Salinger
- Carl Sandburg
- Neil Simon
- John Steinbeck
- Wallace Stevens
- Harriet Beecher Stowe
- Henry David Thoreau
- Mark Twain
- John Updike
- Kurt Vonnegut
- Alice Walker
- Eudora Welty
- Edith Wharton
- Walt Whitman
- Thornton Wilder
- Tennessee Williams
- W.C. Williams
- Richard Wright

## Djela

#### Klasici
- Autobiografija Benjamina Franklina, 1771. – 1790.
- Posljednji Mohikanac, 1826., roman, J. F. Cooper
- Gavran (poema), 1845., Annabel Lee, 1849., poeme, Edgar Allan Poe
- Skrletno slovo, 1850., roman, Nathaniel Hawthorne
- Moby Dick, 1851., roman, Herman Melville
- Čiča Tomina koliba, 1852., roman, Harriet Beecher Stowe
- Walden, 1854., memoar, Henry David Thoreau
- Vlati trave, 1855., zbirka pjesama, Walt Whitman
- Portret dame, 1880. – 1881. roman, Henry James
- Pustolovine Huckleberryja Finna, 1884. – 1885., roman, Mark Twain
- Sestra Carrie, 1900., roman, Theodore Dreiser
- Pusta zemlja, 1922., poema, T.S. Elliot
- Veliki Gatsby, 1925., roman, F. Scott Fitzgerald
- Krik i bijes, 1929., roman, William Faulkner
- Sabrane pjesme, 1930., Robert Frost
- Pjevanja (The Cantos), spjev, (1917. – 69), Ezra Pound
- Kome zvono zvoni, 1940., roman, Ernest Hemingway
- Tramvaj zvan čežnja, 1951., drama, Tennessee Williams
- Starac i more, 1952., pripovijetka, Ernest Hemingway
- Pjesme Emily Dickinson, 1955.
- Lolita, 1955., roman, Vladimir Nabokov
- Herzog, 1964., roman, Saul Below

#### Popularna književnost
- Da Vinčijev kod (Dan Brown)
- Lov na rog (Robert Jordan)
- Ponovorođeni Zmaj (Robert Jordan)
- Puške augusta (Barbara Tuchman)
- Zjenica svijeta (Robert Jordan)

## Vanjske poveznice
- (engl.) Joseph Rocchietti, Why a National Literature Cannot Flourish in the United States of North America", New York, 1845. [EBook #31777, projekt Gutenberg
- (engl.) Ernesthemingway.org
- (engl.) Engelsklenker.com, US literature